# 제2차 사토 내각 (제2차 개조)
제2차 사토 제2차 개조내각(일본어: 第2次佐藤第2次改造内閣)은  사토 에이사쿠가 제62대 내각총리대신으로 임명되어, 1968년 11월 30일부터 1970년 1월 14일까지 존재한 일본의 내각이다.
제2차 사토 제1차 개조내각의 개조내각이다.

## 각료
- 내각총리대신 - 사토 에이사쿠
- 법무대신 - 사이고 기치노스케
- 외무대신 - 아이치 기이치
- 대장대신 - 후쿠다 다케오
- 문부대신 - 사카타 미치타
- 후생대신 - 사이토 노보루
- 농림대신 - 하세가와 시로
- 통상산업대신 - 오히라 마사요시
- 운수대신 - 하라다 겐
- 우정대신 - 고모토 도시오
- 노동대신 - 하라 겐자부로
- 건설대신, 긴키권 정비 장관, 주부권 개발 정비 장관, 수도권 정비위원회 위원장 - 쓰보카와 신조
- 자치대신, 홋카이도 개발청 장관 - 노다 다케오
- 내각관방장관 - 호리 시게루
- 총리부 총무장관 - 도코나미 도쿠지
- 국가공안위원회 위원장, 행정관리청 장관 - 아라키 마스오
- 방위청 장관 - 아리타 기이치
- 경제기획청 장관 - 간노 와타로
- 과학기술청 장관 - 기우치 시로
  - 내각법제국 장관 - 다카쓰지 마사미
  - 내각관방부장관(정무) - 기무라 도시오
  - 내각관방부장관(사무) - 이시오카 미노루
  - 총리부 총무부장관(정무) - 구지라오카 효스케(1968년 12월 3일 ~ )
  - 총리부 총무부장관(사무) - 히로쓰 교스케( ~ 1969년 8월 12일) / 이와쿠라 노리오(1969년 8월 12일 ~ )

## 정무 차관
전임 내각의 정무 차관이 1968년 12월 3일부로 퇴임했고 같은 날에 신임 정무 차관을 임명했다.
- 법무 정무 차관 - 오자와 다로
- 외무 정무 차관 - 다나카 로쿠스케
- 대장 정무 차관 - 우에무라 센이치로·사와다 잇세이
- 문부 정무 차관 - 구보타 후지마로
- 후생 정무 차관 - 모미야마 히데
- 농림 정무 차관 - 오자와 다쓰오·다마키 가즈오
- 통상 산업 정무 차관 - 후지오 마사유키·우에키 미쓰노리
- 운수 정무 차관 - 무라야마 다쓰오
- 우정 정무 차관 - 기무라 무쓰오
- 노동 정무 차관 - 고야마 쇼지
- 건설 정무 차관 - 와타나베 에이이치
- 자치 정무 차관 - 스나다 시게타미
- 행정 관리 정무 차관 - 구마가이 요시오
- 홋카이도 개발 정무 차관 - 곤도 에이이치로
- 방위 정무 차관 - 사카무라 요시마사
- 경제 기획 정무 차관 - 도사카 주지로
- 과학 기술 정무 차관 - 히라이즈미 와타루

## 참고 문헌
- 하타 이쿠히코 편 《일본 관료제 종합 사전 : 1868 ~ 2000》(도쿄 대학 출판회, 2001년)